# جيريمي غان
جيريمي غان (بالملايوية: Jeremy Gan) هو لاعب كرة الريشة ماليزي، ولد في 24 يناير 1979 في Bukit Baru ‏ في ماليزيا.

## وصلات خارجية
- جيريمي غان على موقع BWF.tournamentsoftware.com (الإنجليزية)
- جيريمي غان على موقع BWFbadminton.com (الإنجليزية)